# Talis mongolica
Talis mongolica là một loài bướm đêm trong họ Crambidae.